# Tienasser

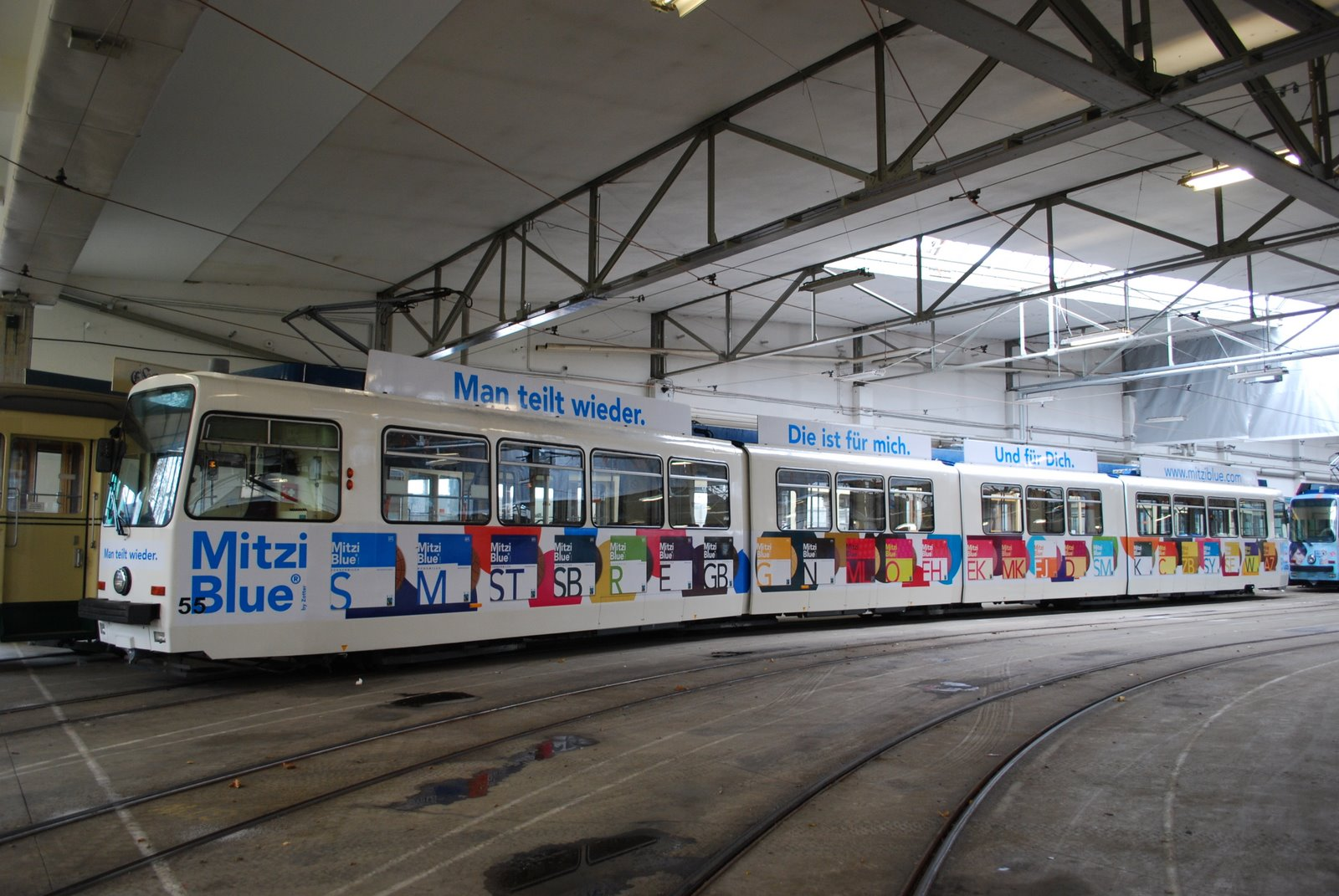
Tienassige vierdelige gelede tram van de Tram van Linz in de tramremise.

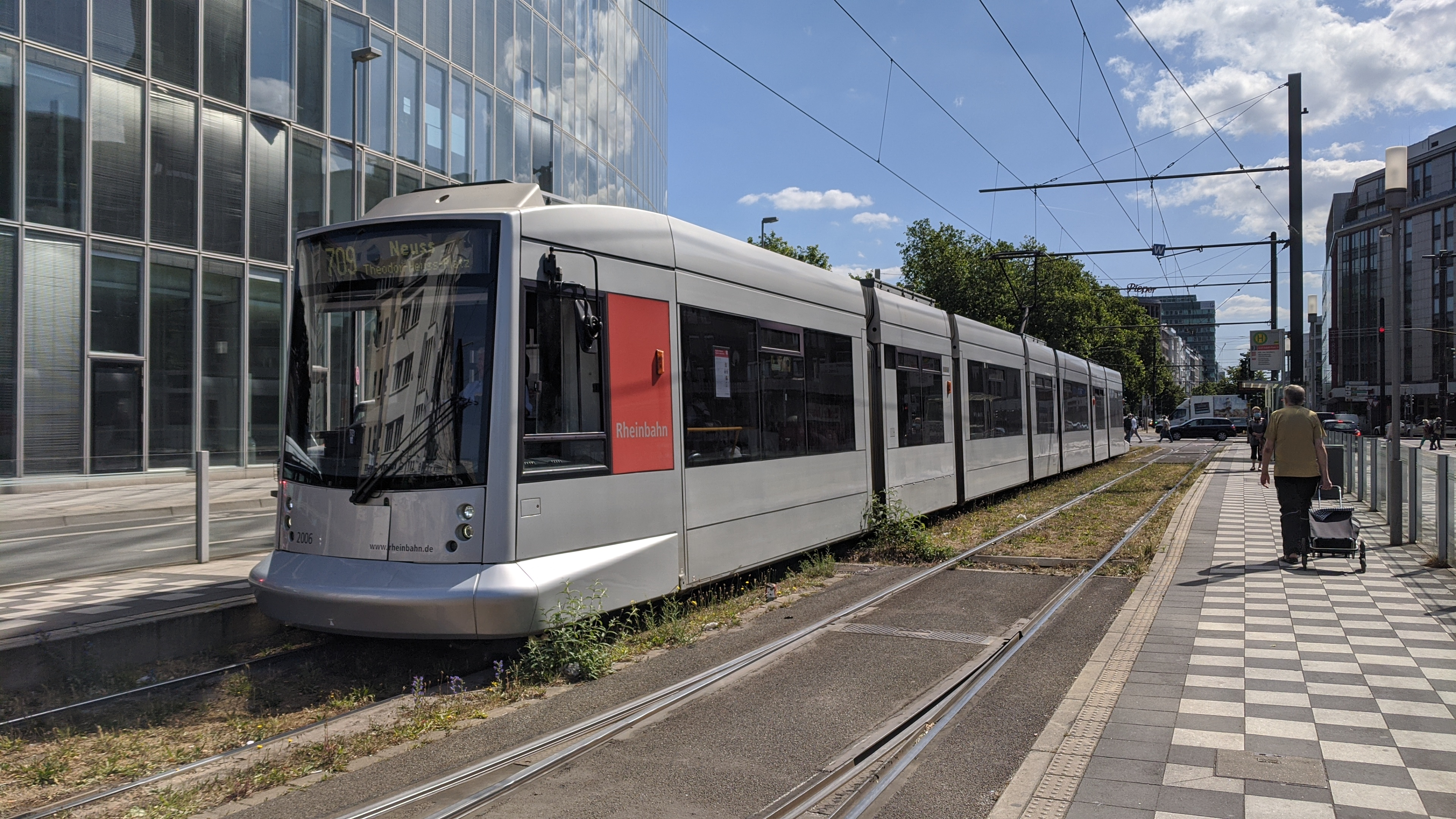
Tienassige Siemens NF10.

Een tienasser is een voertuig dat rust op tien assen. De benaming wordt vooral in de tramwegwereld gebruikt.

## Tienassige gelede trams
Bij klassieke trams (met een hoge vloer) zijn de tienassers drievoudiggelede wagens. Hierbij rusten vier wagenbakken verbonden door drie geledingen in het midden op drie Jacobsdraaistellen. Aan de einden van de tram zijn twee motordraaistellen, de overige drie draaistellen zijn meestal een loopdraaistel. 
In 1969 bestond in Amsterdam een plan om bij de dan totaal 160 gelede wagens, wagenbakken uit te wisselen. Met de 124 beschikbare middenbakken van de dubbelgelede trams, zouden zo 62 tienassers en 98 zesassers geformeerd worden. De zesassers zouden dan een drieasser als bijwagen meekrijgen. In plaats hiervan kregen de 36 zesassers in 1972/73 een nieuwe middenbak en zo verlengd tot achtassers.
De eerste drievoudiggelede tienassers ontstonden in de jaren tachtig. In Linz in Oostenrijk, werd een serie van 16 stuks tienassers in dienst werd gesteld. Bij de tram van Duisburg (Duitsland), werden in de jaren negentig achtassers van een extra middenbak voorzien, waardoor ook tienassers ontstonden.

### Lagevloertrams
Tienassige trams met een (deels) lage vloer rijden op de volgende plekken: Frankrijk (Citadis Dualis), Bazel & Genève (Be 6/10), Bazel (TINA), Boedapest (Urbos 100), Dublin (Citadis 502), Düsseldorf (NF10), Krakau (2014N), Leipzig (NGT10) en Dresden (NGT DX DD).